# 菱魟
菱魟（学名：Dasyatis dipterura）是一种分布于太平洋东岸热带水域的底栖魟鱼，多生活于海藻林或岩礁附近的砂泥质海床上。该鱼胸鳍为菱形，上半身呈灰色或棕色，有一排棘刺贯穿背部。其尾长如鞭，上下均有褶皱。该鱼一般可长到纵宽1米。
菱魟为夜行动物，捕食时会在海床上搜寻底栖小动物并将其挖出或吸入口中。该鱼有集群捕猎的习性，有时甚至会形成上百条的鱼群。菱魟是卵胎生动物，幼鱼会在母鱼体内先后通过卵黄和母体子宫腺分泌的液体获取营养直至出生。由于菱魟的发育速度极为缓慢，其易受过度捕捞的影响。拉美各地的个体渔户都会捕捞该鱼，在墨西哥菱魟甚至是商业价值最高的魟鱼。IUCN目前将其评为“易危”。虽然菱魟不会主动攻击人类，但其尾部的毒刺仍非常危险。

## 物种命名

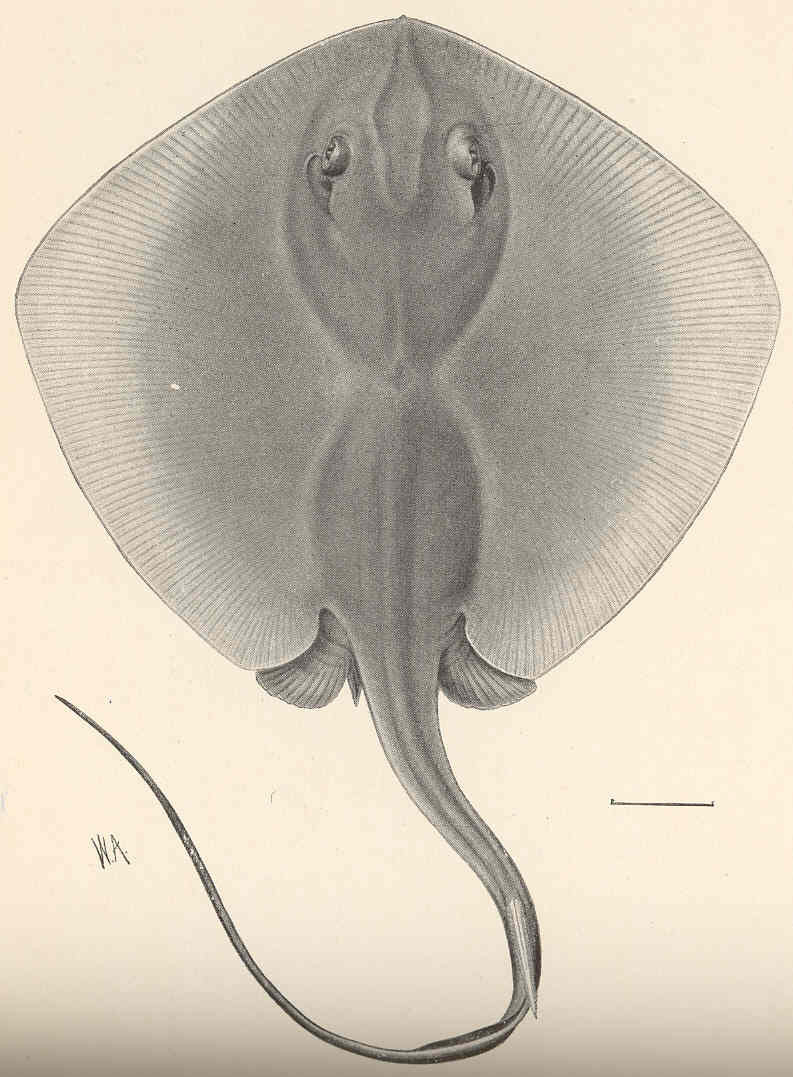
奥利佛·皮波斯·詹金斯所绘的魟鱼物种“Dasyatis hawaiensis”的素描，格曼认为该种是菱魟的异名

1880年，先后有三位鱼类学家正式描述菱魟：大卫·斯塔尔·乔丹和查尔斯·亨利·吉尔伯特于《美国国立博物馆会议记录》中给予其学名Dasybatus dipterurus，而萨缪尔·格曼则在《比较动物学博物馆通讯》上将其命名为Trygon brevis。由于乔丹和吉尔伯特的文章发布于当年五月，早于在十月发文的格曼，故学界接受前者的命名为正式学名，而格曼的命名则是异名，后其种加词“dipterurus”与属名一同被调整为阴性的“dipterura”。该种加词由拉丁语词汇“di”、“ptero”和“ura”组合而来，含义分别是“2”、“翅膀”和“尾部”。1913年，格曼在他的著作中将Trygon一属合并至魟属，不过他依然使用“brevis”作为菱魟的种加词
，故许多后世的学者仍在著作中使用Dasyatis brevis作为其正式学名。在同一部著作中，格曼还将一种夏威夷地区的魟鱼Dasyatis hawaiensis 划为菱魟的异名，但有学者认为二者究竟是否为同一种还需考证。

## 种间关系
从形态学的角度来看，与菱魟关系最为密切的物种是西大西洋的萨氏魟。二者同属一个演化支，互为姐妹种。其物种分化可能源于巴拿马地峡将二者栖息地隔开，从而形成了不同的物种。此外，该演化支也是魟属第二基干的一支，仅次于蓝纹魟。

## 外貌描述

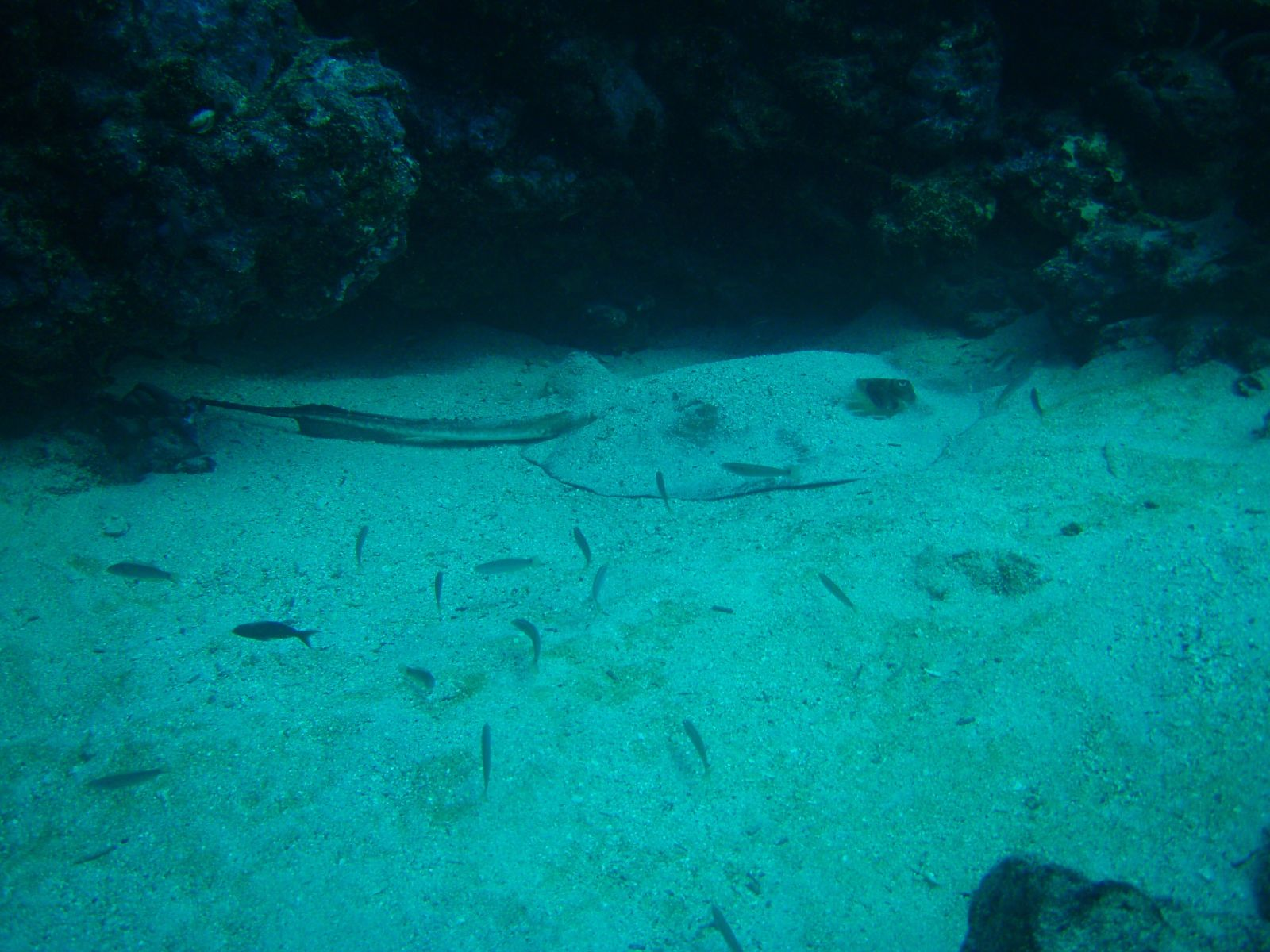
菱魟尾部上下均有的褶皱是其关键的鉴定特征

菱魟胸鳍为菱形，宽略大于长，外端尖锐，边缘略凸。其吻部不凸出，大致呈钝角。菱魟的眼较大，紧邻喷水孔。该鱼嘴呈弧形，内有21—37颗上颌牙与23—44颗下颌牙。其牙齿小而钝，牙床平缓，上有3—5个乳头状凸起。菱魟尾部细长如鞭，长度约是体长的1.5倍，其上部有一根锯齿状的细长毒刺。如原先的毒刺受损，菱魟可能会长出额外的毒刺。其毒刺后部上下均长有褶皱。这些褶皱会周期性的上下摆动。幼年菱魟全身光滑，而成鱼的背部正中长有一长排棘刺，两侧还各有较短的一排棘刺，尾部亦有密集的小刺。菱魟背部为橄榄色或褐色，腹部为白色，尾部为暗黑色，最宽可长到1米宽。

## 物种分布
菱魟分布于太平洋东岸自加利福尼亚州南部到智利北部的水域，在夏威夷群岛和加拉帕戈斯群岛亦有分布。该鱼在下加利福尼亚和加利福尼亚湾尤其常见，而在其分布范围两侧则只会在厄尔尼诺等情况下出现。虽然记录称该鱼出现于加拿大不列颠哥伦比亚省海域，但鉴于该鱼为热带鱼种，此记录是否可信仍存疑。

## 生态与习性

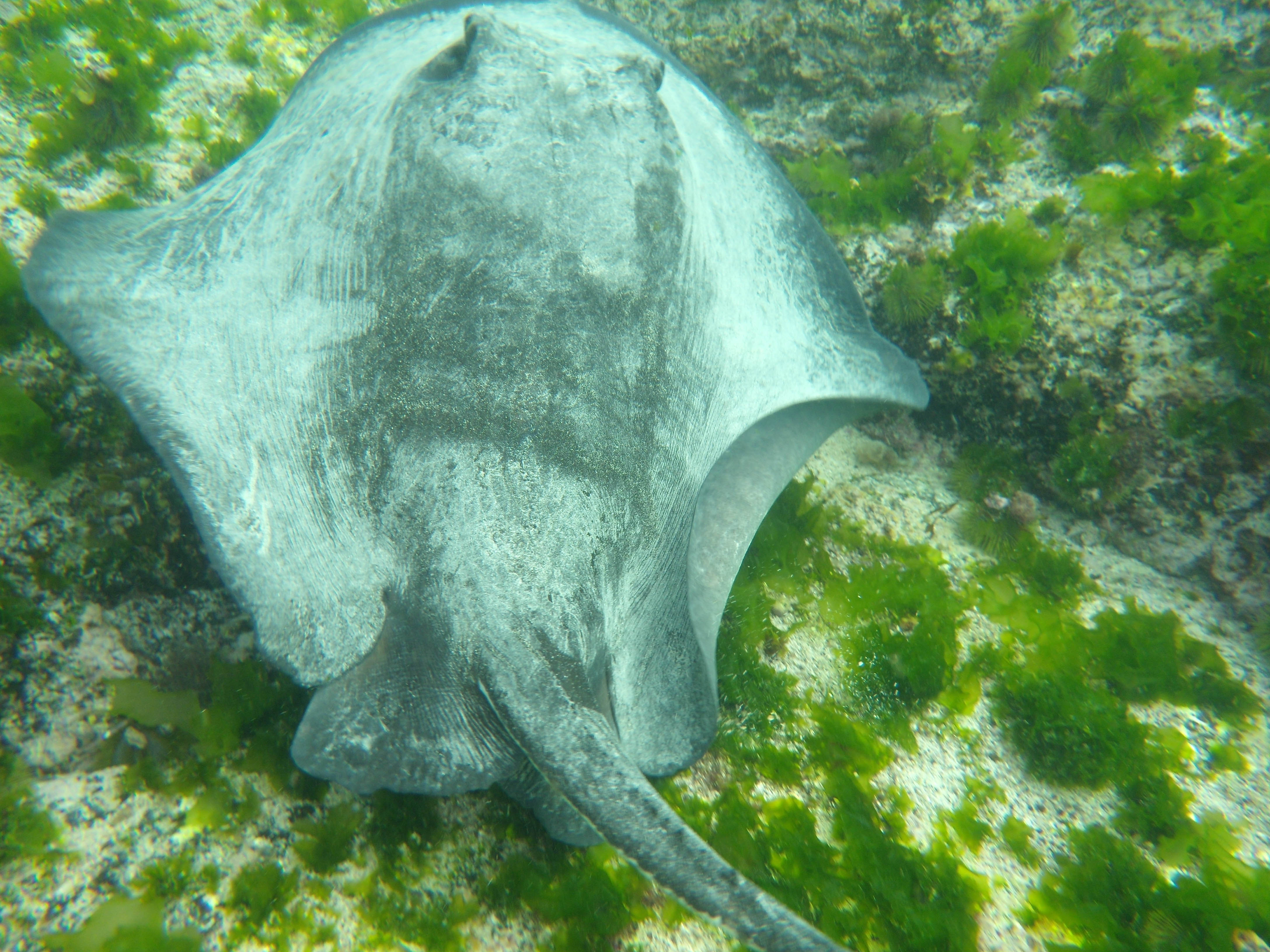
菱魟在夏季常见于浅滩附近

### 栖息地
菱魟是一种生活于浅海中的底栖鱼类，尤其喜好海藻林或是岩礁附近的砂泥质海床。在加利福尼亚州，菱魟常在夏季生活于潮间带至水深7米的沿岸水域，而至秋冬季节则会生活于10-13米水深的海域。此鱼偏好在海藻林中越冬。在智利，菱魟的分布范围与加利福尼亚的种群相仿。此外，在夏威夷曾有菱魟出现于水深355米处的记录。若此记录属实，则菱魟生活的深度范围会比原先的设想要广得多。

### 捕食

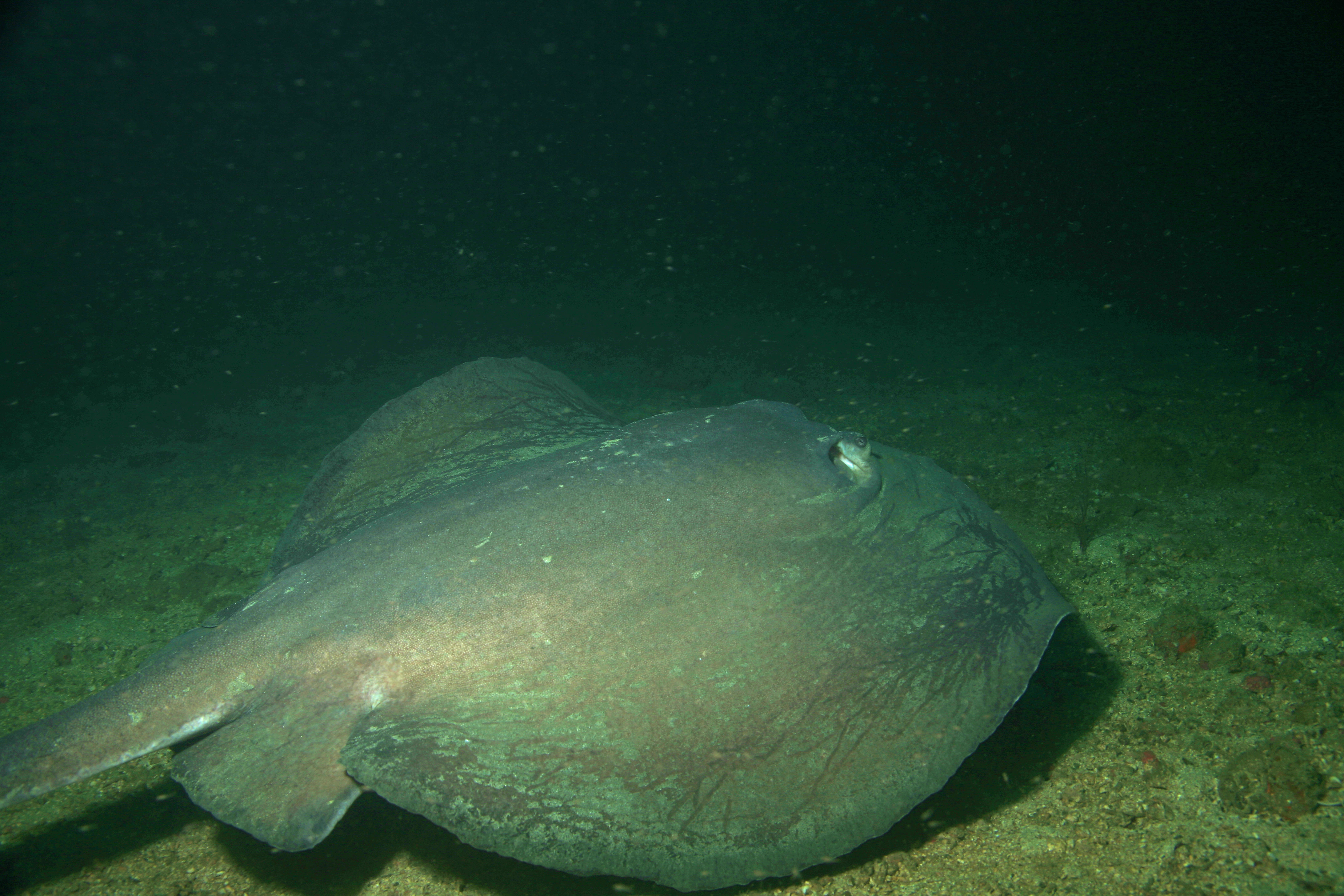
菱魟可能会独自活动，但更有可能会成群捕猎

菱魟为夜行动物，白天多将自己埋于海床中，仅露出眼睛。在觅食时，菱魟可能会独自捕猎，但常会和其同性且年龄相仿的个体成群捕猎。其猎物包括甲壳类、软体动物等无脊椎动物以及小型的硬骨鱼。其强壮的下颚以及磨盘状的牙齿可轻易咬碎猎物的硬壳。菱魟主要捕食掩埋于海床中的猎物，也会捕食暴露在外的小动物。对南下加利福尼亚州玛格达莱纳湾的种群研究指出此地菱魟第一大食物来源是豆蟹，其次是一种蛏子Solyema valvulus，再次则是管虫。菱魟十分贪吃，有记录称一条69厘米宽的雌性菱魟连续捕食了30只小螃蟹。
在觅食时，菱魟会紧贴海床游荡，感知到猎物后会上下摆动其胸鳍，通过负压将猎物从泥沙中吸出。菱魟还会通过喷水或是制造负压的方式清理海床表层的泥沙以寻找猎物。带纹普提鱼、韧皮芦鲷、尼氏海猪鱼、六斑二齿鲀等鱼类会尾随觅食中的菱魟，在其搅动泥沙时捕食其中的无脊椎动物。

### 寄生虫
菱魟共有以下10种已知的寄生虫，其中前7种是绦虫，接下来2种是吸虫，最后一种是单殖纲动物：
- Acanthobothrium bullardi[14]
- A. dasi
- A. rajivi
- A. soberoni
- Anthocephalum currani[15]
- Parachristianella tiygonis[16]
- Pseudochristianello elegantissima[17]
- Anaporrhutum euzeti [18][19]
- Probolitrema mexicana[18][19]
- Listrocephalos kearni[20]

### 生命周期
菱魟是卵胎生动物，幼鱼会先在母体内通过卵黄获取营养。卵黄耗尽后，母鱼的子宫腺会分泌富含蛋白质和脂肪的液体以继续为幼鱼提供营养。菱魟一年四季均会交配，高峰期是七月至八月。不过，雌性菱魟会在形成受精卵前暂存精子长达10个月，而胚胎还会在着床前休眠一段时间，其胚胎往往会到交配后的第二年才开始发育。其孕期一般为2—3个月。该鱼仅有左侧的卵巢和子宫发育正常。母鱼会于每年7—10月在河口湾等浅水区产下幼鱼，但如遇厄尔尼诺现象其可能会提前产下幼鱼。刚诞生的幼鱼体宽18—23厘米。雄性菱魟一般在7岁时性成熟，此时体宽43—47厘米；雌性则是在10岁左右性成熟，此时体宽57—66厘米。菱魟是目前已知成长最缓慢的魟鱼。雄鱼一般可活到19岁，雌鱼则是28岁。

## 人类活动的影响
菱魟的尾部长有毒刺，曾有人在加利福尼亚州南部水域死于菱魟的蜇伤。但菱魟不好斗，遇到人类往往会逃跑。目前其分布范围内除美国外的各国均有对菱魟的捕捞。在墨西哥，菱魟是个体捕鱼户最主要的软骨鱼渔获，约占总数的十分之一，但目前墨西哥渔业不但缺少精确到种的数据，错误鉴定亦频发，故难以评估菱魟的具体捕捞量。该鱼的毒刺易缠于流刺网上，故渔民多使用此种渔具捕捞菱魟。鱼梁、拖网和延钓亦可捕获菱魟。危地马拉等国沿海新兴的虾类养殖业亦破坏了菱魟赖以生存的浅水栖息地。总的来看，菱魟的种群受各方因素影响正在衰退，其数量在过去三代的时间内下降了30—49%，加之缺乏对该物种的保护，IUCN将其评为“易危”。